# Bernat Soria
Bernat Soria Escoms (Carlet, Valencia, 7 de mayo de 1951) es un médico y político español, ministro de Sanidad entre julio de 2007 y abril de 2009, y diputado por Alicante entre marzo de 2008 y octubre de 2009.

## Biografía
Nacido en Carlet, es Doctor en medicina por la Universidad de Valencia. Fue Coordinador del área de Fisiología (3B) de la Agencia Nacional de Evaluación y Prospectiva (ANEP) entre los años 1991 y 1994. También fue coordinador de la Red Europea de Células Madre Embrionarias, además de catedrático de Fisiología de la Universidad Pablo de Olavide y director del Centro Andaluz de Biología Molecular y Medicina Regenerativa (CABIMER) de Sevilla. Ha publicado gran número de artículos en revistas internacionales tan importantes como: Diabetes y Steroids.
El 6 de julio de 2007 fue nombrado ministro de Sanidad y Consumo en sustitución de Elena Salgado. Ratificado como ministro de Sanidad en abril de 2008, su ministerio pierde las competencias de investigación que son transferidas al Ministerio de Ciencia e Innovación. Tras la profunda remodelación del Gobierno del 7 de abril de 2009, Soria fue cesado como ministro, sustituyéndole Trinidad Jiménez.
Un mes después abandonar el Ministerio de Sanidad fue contratado por la Junta de Andalucía como directivo de la Fundación Progreso y Salud, con un sueldo de 150 000 euros, el doble de su sueldo de ministro y «la nómina más alta de toda la Administración andaluza». Hasta 2019 habría cobrado aproximadamente 1,5 millones de euros a pesar de ser un empleado fantasma que no acudía al puesto de trabajo ni desempeñaba actividad conocida. Según un informe de la asesoría privada PwC Tax & Legal Services, Soria habría tenido negocios privados al margen de su puesto en al Junta, abriendosele el 8 de enero de 2019 un expediente informativo por su vinculación con seis sociedades. Entre las empresas destacaba Newbiotechnic, donde Soria era administrador y Alirober Consulting «que tenía el mismo objeto que el centro público en el que trabajaba y donde figuraba como administradora única la hija». Fue despedido en mayo de 2019 «tras haberse comprobado que se ha saltado la cláusula de exclusividad comprometida con su puesto».
En septiembre de 2022 fue procesado, junto a sus dos hijas, por el Juzgado de Instrucción 6 de Granada por una deuda de 516 000 euros contraída por un préstamo concedido a Newbiotechnic S.A., empresa de su propiedad que entró en concurso de acreedores en 2017. Tanto la Fiscalía como el Juzgado de Instrucción le acusan de un delito de alzamiento de bienes, al haber donado todo su patrimonio a sus dos hijas (alegando que es una tradición en su pueblo) a pesar de que un juzgado lo había condenado anteriormente a saldar de manera solidaria el descubierto de su empresa.